# Oleg Tiurin
Oleg Grigorjewicz Tiurin (ros. Олег Григорьевич Тюрин; ur. 29 czerwca 1937 w Siniawinie, zm. 3 marca 2010 w Petersburgu) – rosyjski wioślarz reprezentujący ZSRR, mistrz olimpijski i wicemistrz świata, a także trener.

## Kariera
Wystąpił na igrzyskach olimpijskich w Tokio w 1964, gdzie w parze z Borisem Dubrowskim zdobył złoty medal w dwójkach podwójnych. W wyścigu finałowym o 2,50 sekundy wyprzedzili osadę USA i o 3,57 sekundy osadę Czechosłowacji. Był to jego jedyny start olimpijski.
W tej samej konkurencji Tiurin i Dubrowski zdobyli też srebrny medal na mistrzostwach świata w Lucernie (1962). Ponadto w dwójkach zdobył również złoto na mistrzostwach Europy w Amsterdamie (1964), srebro na mistrzostwach Europy w Duisburgu (1965) oraz brąz na mistrzostwach Europy w Kopenhadze (1963).
Absolwent Narodowego Państwowego Uniwersytetu Wychowania Fizycznego, Sportu i Zdrowia im. Lesgafta. Odznaczony Medalem „Za pracowniczą dzielność” i tytułem Zasłużonego Mistrza Sportu ZSRR. Mistrz ZSRR w latach 1963-1965 i 1967. Po zakończeniu kariery został nauczycielem i trenerem.

## Osiągnięcia
- Mistrzostwa świata – Lucerna 1962 – dwójka podwójna – 2. miejsce[6].
- Mistrzostwa Europy – Kopenhaga 1963 – dwójka podwójna – 3. miejsce[7].
- Mistrzostwa Europy – Amsterdam 1964 – dwójka podwójna – 1. miejsce[7].
- Mistrzostwa Europy – Duisburg 1965 – dwójka podwójna – 2. miejsce[7].
- Igrzyska olimpijskie – Tokio 1964 – dwójka podwójna – 1. miejsce[8].